# Zahlungspflichtiger
Zahlungspflichtiger (englisch payer) ist ein Wirtschaftssubjekt, das als Schuldner zur Geldzahlung an den Zahlungsempfänger (Gläubiger) verpflichtet ist.

## Allgemeines
Dieser Anspruch aus Sicht des Gläubigers kann aus einem Schuldverhältnis oder einer öffentlich-rechtlichen Verpflichtung resultieren.
Zahlungspflichtiger ist ein Begriff des Zahlungsdiensterechts. Das in allen EU-Mitgliedstaaten geltende Zahlungsdiensterecht benutzt zwar den Begriff des Zahlungspflichtigen, bietet jedoch keine Legaldefinition an. Es setzt das Wort als bekannt voraus. Eine Geldzahlung kann in Bargeld oder bargeldlos erfolgen. Im letzteren Fall benötigen sowohl der Zahlungspflichtige als auch der Zahlungsempfänger ein Bankkonto.
Als zahlungsverkehrstechnischer Zahlungspflichtiger gilt allgemein ein Wirtschaftssubjekt (Privathaushalt, Unternehmen, öffentliche Verwaltung, Staat), das auf seinem Bankkonto zwecks Erfüllung seiner Zahlungspflicht eine Belastung erhält. Zahlungspflichtige sind speziell auch Kreditnehmer bei Tilgungen und Zinszahlungen und Kreditgeber bei Kreditauszahlungen, Einzahler von Bareinzahlungen oder Importeure.
Der Zahlungspflichtige ist bei Kaufverträgen des Alltags der Käufer, der dem Verkäufer eine Barzahlung übergibt und damit die Zahlungsbedingungen erfüllt. Zur Entgegennahme sind nach § 56 HGB auch Ladenangestellte in einem Laden befugt. Bei allen anderen Verträgen heißt der Zahlungspflichtige allgemein Schuldner (Mieter, Pächter, Leasingnehmer).  
Auch aus öffentlich-rechtlichen Verträgen können Zahlungspflichten entstehen.  

## Rechtsfragen
Zahlungspflichtiger ist ein Rechtsbegriff, der in vielen Gesetzen vorkommt, aber keine Legaldefinition besitzt.
Zahlungsverkehr
Im Zentrum steht der Begriff des Zahlungspflichtigen bei Lastschriften innerhalb des bargeldlosen Zahlungsverkehrs, wo er auch „Zahler“ genannt wird. Nach § 1 ZAG ist der Zahler eine natürliche oder juristische Person, die Inhaber eines Zahlungskontos ist und die Ausführung eines Zahlungsauftrags von diesem Zahlungskonto gestattet oder, falls kein Zahlungskonto vorhanden ist, eine natürliche oder juristische Person, die den Zahlungsauftrag erteilt. Die Zahlstelle löst die Lastschrift mit Autorisierung des Zahlungspflichtigen durch Kontobelastung ein. Dies gilt unabhängig davon, ob im rechtlichen Sinne überhaupt eine Leistungspflicht des Zahlers bestand. Ohne Autorisierung ist die Belastung nach § 675j Abs. 1 Satz 1 BGB unwirksam und rückgängig zu machen. Beim Einzugsermächtigungsverfahren für Zahlungskarten hängt die Wirksamkeit der Kontobelastung davon ab, dass der Zahlungspflichtige diese gegenüber seiner Zahlstelle genehmigt (§ 684 Satz 2 BGB). Mangels girovertraglicher Weisung steht der Zahlstelle im Deckungsverhältnis damit so lange kein Aufwendungsersatzanspruch gemäß § 670 BGB zu, bis der Schuldner die unberechtigte Belastung seines Kontos nach § 684 Satz 2 BGB genehmigt hat.
Elektronischer Geschäftsverkehr
Bei Bestellungen im elektronischen Geschäftsverkehr ist nach § 312j BGB die Pflicht des Unternehmers gegenüber Verbrauchern nur erfüllt, wenn auf Webseiten eine Schaltfläche gut lesbar mit nichts anderem als den Wörtern „zahlungspflichtig bestellen“ oder mit einer entsprechenden eindeutigen Formulierung beschriftet ist.

## Außenhandel
Im Außenhandel ist der Importeur der Zahlungspflichtige. Bei Akkreditiven und Dokumenteninkassi legt ihm die Bank die vom Exporteur eingereichten Warenbegleitpapiere nach Prüfung vor und übergibt dem Importeur diese Zug um Zug gegen Kontobelastung.